# Le Voyage du Horla
Le Voyage du Horla est une chronique de Guy de Maupassant, parue en 1887.

## Historique
Le Voyage du Horla est une chronique publiée dans Le Figaro du 16 juillet 1887, sous le titre De Paris à Heyst.

## Résumé
Avec Paul Jovis, un aéronaute, Guy de Maupassant fait un vol en montgolfière de Paris à Heyst.

## Éditions
- 1887 -  Le Voyage du Horla, dans Le Figaro
- 1964 -  Le Voyage du Horla, dans Contes et nouvelles, II, texte établi et annoté par Gérard Delaisement, Albin-Michel
- 1979 -  Le Voyage du Horla, dans Maupassant, Contes et nouvelles, tome II, texte établi et annoté par Louis Forestier, Bibliothèque de la Pléiade, éditions Gallimard.